# Juan Echevarría Gangoiti
Juan Echevarría Gangoiti (Bilbao, 1926) és un economista i polític basc. Estudià economia a la Universitat de Madrid i posteriorment va ampliar estudis a diverses universitats estrangeres. El 1957 fou nomenat catedràtic de teoria econòmica a la Facultat de Ciències Econòmiques de la Universitat de Bilbao, de la que més tard en serà nomenat degà i el 1968 rector quan passà a anomenar-se Universitat del País Basc, càrrec que ocupà fins a 1976.
Durant el franquisme fou Consejero Nacional de Educación, fins que el 1969 fou nomenat Director General d'Ensenyament Superior i Investigació. També fou Delegat Provincial del Col·legi Nacional d'Economistes de Biscaia durant 12 ays i membre de la Reial Societat Bascongada d'Amics del País. Durant la transició democràtica s'arrenglerà amb la Unión de Centro Democrático (UCD), partit amb el qual fou elegit diputat per Biscaia a les eleccions generals espanyoles de 1977. Durant el seu mandat fou membre de la Comissió d'Hisenda del Congrés dels Diputats. També fou conseller d'economia del Consell General Basc i va ser el parlamentari basc que va portar a bord d'una avioneta el 29 de desembre de 1978 el text de l'Estatut de Gernika perquè fos el primer a registrar-se al Congrés dels Diputats.
Des de 1970 és numerari de la Reial Acadèmia de Doctors, passant a supernumerari en 1995. Entre altres distincions és cavaller de l'Orde Sobirana i Militar de Malta i està en possessió de les grans creus de l'Orde del Mèrit Civil, de l'Orde d'Alfons X el Savi al Mèrit Naval de Primera Classe, la medalla al Mèrit Constitucional, i comanador de les Palmes Acadèmiques de França.

## Obres
- Anotaciones al plan de desarrollo (1964)
- Teoria del dinero y del comercio internacional (1985) ISBN 8430912053